# Rubik's Revenge
Le Rubik's Revenge, inventé par Péter Sebestény, est un équivalent 4×4×4 du Rubik's Cube. Il est constitué de 56 cubes (au lieu de 26 pour le Rubik's Cube).

## Histoire et principe

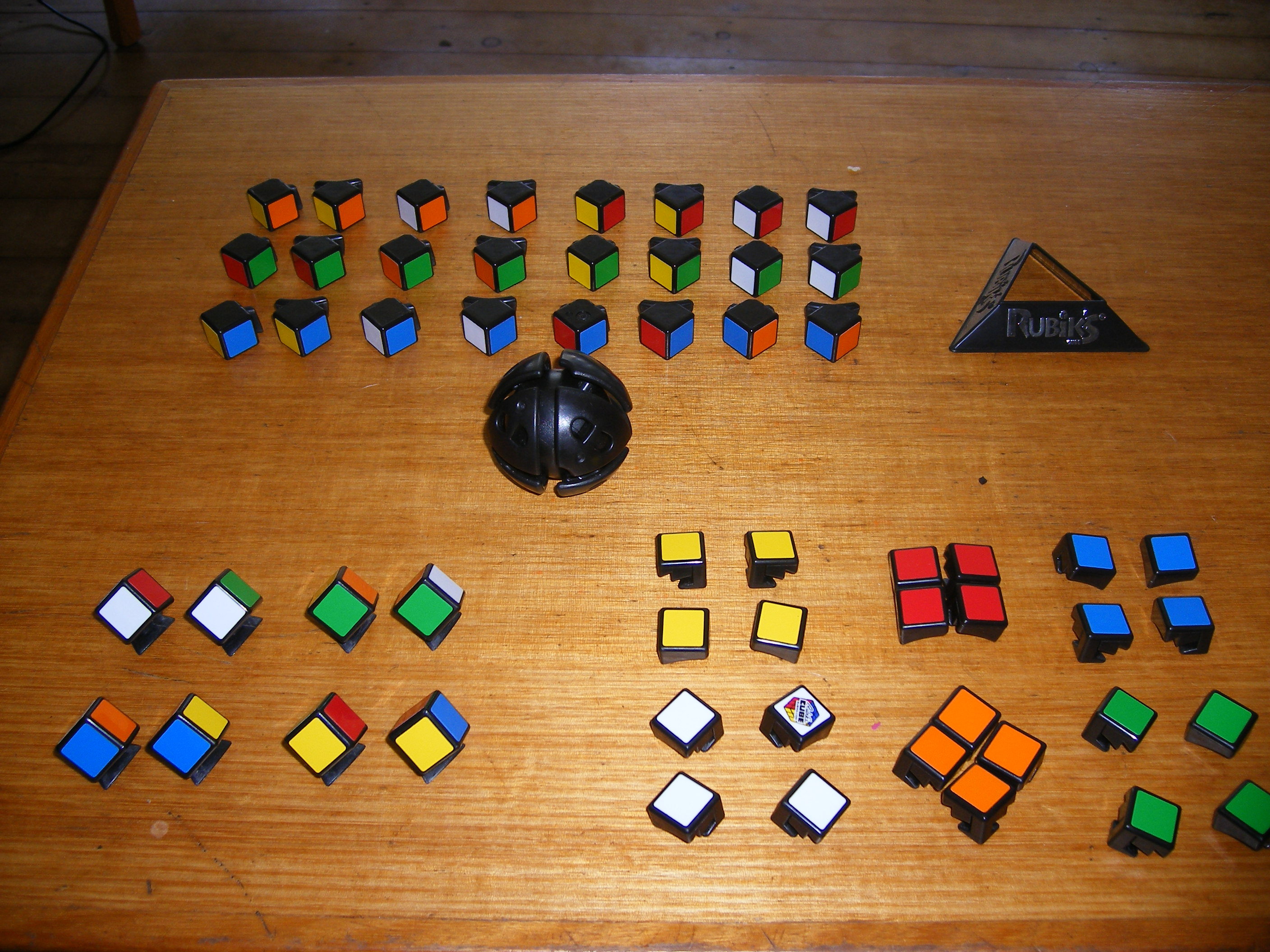
Un Rubik's Revenge démonté.

Le casse-tête a failli s'appeler Sebestény's Cube mais au dernier moment, il a pris le nom de son aîné, le Rubik's Cube, afin de marquer la filiation entre les deux casse-têtes. D'après une publicité du Rubik's Cube parue dans l'édition de juin-juillet 1982 de Jeux et Stratégie, le nom initial était Master Rubik's Cube,.
Contrairement au Rubik's Cube, il n'y a pas de centres fixes : les pièces centrales (quatre par face) peuvent tout à fait être déplacées vers de nouvelles positions. La mécanique interne est très différente : les pièces centrales sont tenues dans les sillons d'une boule qui ne peut se voir qu'en démontant le Cube. Les arêtes et les sommets cheminent d'une manière analogue à celles du Rubik's Cube.

## États
Définition : Un état est une configuration des autocollants provenant des rotations de base en respectant l'orientation du Cube.
Le nombre d'états que peut prendre le Rubik's Revenge est de :
{\displaystyle {\frac {8!\cdot 3^{7}\cdot 24!\cdot 24!}{4!^{6}}}=177628724197557644876978255387965784064000000000.}
Cela représente environ 1,7 ×1026 (170 millions de milliards de milliards) fois plus d'états qu'un Rubik's cube classique.

## Méthodes
Au début des années 80, une méthode conseillée était de procéder couche par couche, la première, puis la seconde puis la dernière et enfin l'avant-dernière.

## Records récents
| Temps            | Compétiteur | Nationalité | Lieu                                    | Date          |
| ---------------- | ----------- | ----------- | --------------------------------------- | ------------- |
| 15 s 71          | Max Park    | États-Unis  | Colorado Mountain Tour - Evergreen 2024 | 8 juin 2024   |
| 15 s 83          | Max Park    | États-Unis  | Nub Open Yucaipa 2024                   | 20 avril 2024 |
| 16 s 79          | Max Park    | États-Unis  | Bay Area Speedcubin' 29 PM 2022         | 3 avril 2022  |
| Voir la suite ou |             |             |                                         |               |

| Temps            | Compétiteur      | Nationalité | Lieu                            | Date           |
| ---------------- | ---------------- | ----------- | ------------------------------- | -------------- |
| 19 s 17          | Tymon Kolasiński | Pologne     | Hvidovre NxN 2025               | 9 février 2025 |
| 19 s 38          | Max Park         | États-Unis  | Arizona Speedcubing Spring 2023 | 19 mars 2023   |
| 19 s 88          | Max Park         | États-Unis  | Bay Area Speedcubin' 29 PM 2022 | 3 avril 2022   |
| Voir la suite ou |                  |             |                                 |                |

La moyenne est calculée sur 5 tentatives en enlevant le meilleur et le moins bon temps, se basant ainsi sur trois temps.